# Bharavi
Bharavi (IAST: Bhāravi, Sanskriet भारवि) (zesde eeuw) was een dichter die vooral bekend is vanwege zijn epos Mahakavya, de Kiratarjuniya (Arjuna en de bergman), gebaseerd op een verhaal uit de Mahabharata. Dit epos wordt beschouwd als het krachtigste ooit geschreven in het Sanskriet.
Zoals bij veel dichters uit zijn tijd is er maar weinig bekend over wanneer Bharavi precies leefde of waar hij vandaan kwam. Vermoedelijk woonde hij in Zuid-India. De meeste informatie over hem is afgeleid uit referenties naar hem en zijn werken. Zo wordt hij in een Chalukya-inscriptie uit 634 omschreven als een groot dichter uit het verleden. Andere inscripties afkomstig van onder anderen koning Durvinita van de Westelijke Ganga-dynastie noemen ook de werken van Bharavi. De dichter Daṇḍin, die zelf halverwege de zevende eeuw is geboren, maakte er melding van dat zijn overgrootvader een vriend was van Bharavi en hem voorstelde aan een koning, Viṣṇuvardhana. Hiermee wordt vermoedelijk Yasodharman Vishnuvardhana bedoeld, waaruit af te leiden is dat Bharavi ergens rond 530–550 geleefd moet hebben.
Bharavi’s originele naam zou Dāmodara zijn geweest maar dit wordt vaak gezien als een fout.
De Kiratarjuniya is het enige bekende werk van Bharavi. Het is een episch gedicht dat de strijd tussen Arjoena en Shiva in de gedaante van een Kirata, een Mongoloïde bergjager, beschrijft. Het gedicht kenmerkt zich door de ingewikkelde stijlen en etherische uitdrukkingen.
Bharavi’s werk was van invloed op de achtste-eeuwse dichter Magha.